# Bataille de Megiddo (XVe siècle av. J.-C.)
Pour les articles homonymes, voir Bataille de Megiddo.
La bataille de Megiddo, qui se déroula au cours du XVe siècle avant notre ère, opposa l'armée égyptienne commandée par Thoutmôsis III à une coalition syro-cananéenne dirigée par le roi de Qadesh. C'est la première bataille de l'histoire dont les détails, très précis, nous soient connus.
Différentes dates ont été proposées : on hésite entre la période de -1450 à -1457, celle de -1480 à -1482 et celle de -1470 à -1479.
La victoire fut égyptienne et l'ennemi se réfugia dans Megiddo, qui se rendit après un siège de sept mois.
Le compte rendu de la bataille, rédigé par le scribe de l'armée Tjenen, fut consigné dans une longue inscription que le roi fit graver sur les parois du temple d’Amon-Rê à Karnak : un texte de 225 lignes, chacune mesurant 25 mètres de long, que les historiens appellent les Annales de Thoutmôsis III.
| Position de Megiddo sur une carte du Levant à l'âge du bronze récent. |

## La révolte des Asiatiques
À la fin du règne d'Hatchepsout, des princes syro-cananéens s’étaient coalisés contre l’Égypte :
« Depuis Yeraza jusqu’aux marécages de la terre, on s’était rebellé (litt. « on était tombé en rébellion ») contre Sa Majesté. »
—  K. Sethe, p. 648.
Le puissant roi de Qadesh, cité située sur les bords de l’Oronte, avait pris la tête des coalisés. Ces derniers étaient appuyés par le roi de Mitanni, l'éternel rival de l'Égypte.
La ville de Megiddo, où se déroula la bataille, au débouché des passes du mont Carmel, était au carrefour de plusieurs pistes commerciales et militaires menant vers la côte méditerranéenne et la Mésopotamie. En raison de sa position stratégique de première importance, les coalisés y avaient concentré leurs troupes.

## La remontée vers Megiddo
Après la mort d’Hatchepsout, en l’an 22 de son règne nominal, Thoutmôsis III entreprit la première des seize (ou dix-huit) campagnes qu’il dut mener pour soumettre les Asiatiques. Il avait réuni une armée nombreuse de dix mille hommes : chars, archers et fantassins, suivis par les convois de l’intendance.
Vers la mi-juillet, les Égyptiens passèrent la forteresse de Tjaru (Σιλε, Sile, l’actuel El Qantara) dans le delta oriental, et atteignirent neuf jours plus tard la ville de Gaza, qui fut prise d’assaut. Dès le lendemain, ils se remirent en marche pour arriver onze jours plus tard à Yehem, sans doute l’actuelle Yemma sur le flanc sud du mont Carmel, située à quelque 110 kilomètres de Gaza. L’objectif était la place forte de Megiddo,
« où était entré le méprisable ennemi de Qadesh en ce moment même, réunissant autour de lui les Grands de tous les pays étrangers qui avaient été fidèles à l’Égypte (litt. « sur l’eau de l’Égypte »)… leurs chevaux, leurs armées et leurs gens.  »
—  K. Sethe, p. 650.
Pharaon envoya des éclaireurs reconnaître les environs. Il y avait trois routes possibles pour atteindre Megiddo depuis Yehem. La route du Nord, par Ziftah (en), et la route du Sud, par Taanakh (en), obligeraient l'armée à avancer en terrain découvert. En revanche, la route du milieu, par Arouna, permettrait éventuellement de surprendre les coalisés ; elle suivait toutefois un défilé étroit où les troupes ne pourraient passer qu'en file indienne : si l'ennemi attendait à la sortie, l'armée n’aurait pas le temps de se déployer.
Les officiers du roi conseillèrent la prudence :
« N’est-il pas vrai que [si on suit ce défilé] un cheval devra marcher derrière un autre cheval, l’armée et les soldats faisant de même ? Est-ce que notre avant-garde devra combattre alors que notre arrière-garde sera [encore] ici à Arouna et qu’elle ne pourra pas combattre ? Il existe des chemins plus larges… »
—  K. Sethe, p. 650.
Le roi passa outre à ces objections et l’armée franchit le défilé sans incident.

## La bataille et le siège de Megiddo

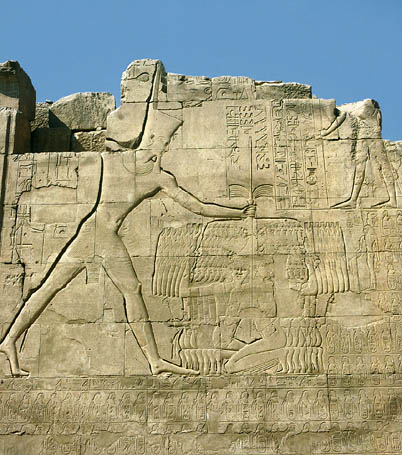
Thoutmôsis III frappant les ennemis cananéens ; relief à Karnak représentant la bataille de Megiddo

Le lendemain, deux jours après le départ de Yehem, Pharaon chargea les ennemis à la tête de ses troupes.
« Ils fuient vers Megiddo ;… on les hisse et les tire par leurs vêtements par-dessus les murs de la ville, car les gens avaient fermé [prématurément les portes de] la ville. (…) Ah ! si l’armée de Sa Majesté n’avait pas donné son cœur au pillage (litt. « donné son cœur à piller les possessions de ces ennemis »), elle aurait pris Megiddo sur-le-champ. »
—  K. Sethe, p. 658.
Thoutmôsis harangua ses troupes :
« Tous les chefs des pays du Nord sont enfermés à l’intérieur de la place. C’est donc prendre mille villes que de prendre Megiddo. Emparez-vous de la ville vaillamment ! »
—  K. Sethe, p. 660.
Les Égyptiens investirent Megiddo ; après un siège de sept mois, la ville se rendit, au mois de février de l’an 23. Après la victoire
« ce lâche ennemi [le roi de Qadesh] et les Grands qui étaient avec lui furent autorisés à sortir pour venir auprès de Ma Majesté, ainsi que tous leurs enfants ; ils étaient chargés de nombreux tributs en or et en argent, ils amenaient tous les chevaux en leur possession, leurs chars d’or et d’argent… toutes leurs armes… Ma Majesté fit alors qu’on leur permît de rentrer (litt. « qu’on leur rendît le chemin de leurs villes »), ils s’en allèrent tous, chevauchant des ânes, car j’avais pris leurs chevaux. »
—  K. Sethe, p. 1236.

## Le butin
Le scribe Tjenen qui accompagnait l’armée dressa un décompte précis du butin :
« 340 prisonniers (« sḳrw cnḫw »), 2 041 juments (« ssmwt »), 191 poulains (msywt nywt ssmwt), 6 étalons (jbrw), un char (« wrrt ») incrusté d’or… ayant appartenu à cet ennemi [de Kadesh], un beau char incrusté d’or ayant appartenu au Grand de Megiddo, 892 chars ayant appartenu à sa méprisable armée, 200 armures (« mssw n cḥȝ », litt. « tuniques de combat »), 502 arcs (« pḏwt »), 1 929 bovins (« jwȝw »), 2 000 grandes chèvres (« cwt wrwt »), 20 500 moutons (« cwt ḥḏt »). »

## La conclusion de la campagne
Pour s’assurer la loyauté des vaincus, Thoutmôsis emmena en Égypte « les femmes ayant appartenu à ce vil ennemi (i. e. le roi de Qadesh) avec les enfants, de même que les femmes des chefs qui étaient avec lui et tous les enfants. »
Sa victoire sur les Asiatiques, la première d'une longue série, valut un immense prestige au roi. Même les pays qui échappaient à l’hégémonie égyptienne envoyèrent du tribut en hommage : Chypre, le pays des Hattis, l’Assyrie et même la lointaine Babylone.

### Liens francophones
- Thoutmôsis III à la bataille de Megiddo.
- La bataille de Megiddo, An 22-23 de Thoutmôsis III.
- La bataille de Megiddo.

### Liens anglophones
- (en) Histoire égyptienne concernant la bataille de Megiddo.
- (en) Une description moderne de la bataille.

### Liens germanophones
- (de) Thoutmôsis III - Le Napoléon de l'Ancienne Égypte.